# Костанайская библиотека для детей и юношества имени Ибрая Алтынсарина
Коммунальное государственное учреждение «Областная библиотека для детей и юношества имени И. Алтынсарина» Управления культуры акимата Костанайской области  (КГУ ОДЮБ им. И. Алтынсарина) — библиотека Костаная (Казахстан), направленная на развитие литературного досуга у детей, подростков и молодежи. Расположена в доме 74 по улице Касымканова.

## История
История библиотеки ведёт начало с 1958 года, когда была открыта Областная детская библиотека имени Л. Толстого. Первым директором библиотеки была назначена Свистунова М. Д. Первоначально библиотека расположилась в городской детской библиотеке, где занялась комплектованием, обработкой фонда. В 1959 году для библиотеки была выделена комната в Кинотеатре юного зрителя. В 1960 году библиотека переехала в жилое здание — дом купца Лоренца. Был проведён капитальный ремонт, библиотека с каждым годом увеличивала и улучшала свой книжный фонд. В 1964 году библиотеке было присвоено имя Аркадия Петровича Гайдара. В 1978 году в Костанае была открыта Областная юношеская библиотека со штатом 10 единиц. Библиотека расположилась в подвале выставочного зала и занялась комплектованием фонда, читателей пока не обслуживали.
В 1979 году юношеской библиотеке было выделено здание в архитектурном памятнике — доме купца Н. Воронова по улице Повстанческая (ныне Касымканова), 74. После установления Советской власти в этом здании размещались различные государственные учреждения. В послевоенные годы здесь находились управление сельского хозяйства, трест столовых и ресторанов. В январе 1980 года библиотека открыла двери для читателей. В 1984 году здание библиотеки реставрировалось и приняло первоначальный вид.
В 1991 году Юношеской библиотеке было присвоено имя великого казахского педагога, просветителя Ибрая Алтынсарина. В августе 1992 года Областная детская библиотека им. А. П. Гайдара и Областная Юношеская библиотека им. И. Алтынсарина были объединены в одну — Областную библиотеку для детей и юношества им. И. Алтынсарина.
В 1999 году библиотека выиграла грант от «Фонд Сорос Казахстан» на реализацию программы «Мир фантазии». В 2000 году библиотека выпустила первый номер журнала детского творчества «Ежик» (аббревиатура: Е — ежеквартальный, Ж — журнал, И — интересной, К — компании). В журнале публиковались стихи, рассказы, рисунки читателей библиотеки и детских библиотек области. В этом же году был создан сайт библиотеки.
В 2002 году по приглашению Государственного Департамента США директор библиотеки Теплякова Н. М. посетила библиотеки Америки.
В 2009 году был начат капитальный ремонт здания библиотеки, в ходе которого была восстановлена вторая часть здания, в которой после ремонта разместилось несколько отделов библиотеки. В результате ремонта, который был закончен в 2010 году, библиотека расширила свою площадь, были выделены новые зоны для работы читателей: виртуально-справочная служба, комната межгруппового общения, лекционный зал; преобразился двор библиотеки — появилось уютное патио. Большая площадь двора позволила проводить библиотечные мероприятия на свежем воздухе. Библиотека была оснащена новейшим оборудованием (мобильные стеллажи, противопожарная система), увеличился компьютерный парк.

## Фонды библиотеки
Фонд библиотеки на 1 января 2023 года составляет 158463 экземпляров. В фонд библиотеки за 2022 год поступило 2071 экземпляров изданий. Основной фонд библиотеки — художественная литература на казахском, русском языках. Фонд на казахском языке составляет 29392 экземпляров.

## Директора библиотеки
- Свистунова М. Д.
- Казакова Л. И.
- Литвинова Л. А.
- Голубятникова Л. В.
- Кизимова О. В.
- Теплякова Н. М.

## Проекты, мероприятия, достижения
С самого основания детская библиотека включились в жизнь города. С 1959 года в библиотеке ежегодно проводилась Неделя детской и юношеской книги. В 1989 году на открытие Недели детской книги библиотеку посетил детский поэт Валентин Берестов. В Юношеской библиотеке побывали ленинградский писатель Суслов В. Н., молдавский поэт Шибру Т. Г., узбекский поэт Бутаев Ш. В разное время в библиотеке действовали клубы различной направленности. Любители произведений Дж. Р. Толкина собирались в «Орден Толкиенистов», занимались театральными постановками, литературным творчеством. Работа клуба «Закон и ты» была направлена на повышение правовой культуры подростков. Ещё один орден — «Орден феникса» — собрал в свои ряди поклонников творчества Дж. Роллинг. Сегодня в библиотеке действуют: «Родительский клуб», литературная студия «Территория творчества», кружок декоративно-прикладного искусства «Наши руки не для скуки». В 2013 году в библиотеке запущен проект «Библиотека без границ» по работе с детьми с особыми потребностями. В 2014-м главным событием года стало проведение конкурса чтецов «Живое слово». В 2015 году читатели библиотеки приняли участие в игре «Мы знаем ваш город!» со своими сверстниками из российских городов (г. Рязань, г. Орел). Ежегодно проводятся Недели детской книги, Дни юношеской книги, Международный день детской книги.
2010
- Фестиваль «Костанай читающий»

2011
- Республиканская конференция «Современно, технологично, функционально: архитектура и библиотечное пространство» •	Областной конкурс «Лучший читатель Костанайской области»

2012
- Фестиваль молодежной книги «Читай, и ты полетишь»

2013
- Акция «Библиосумерки»

2014
- Конкурс чтецов «Живое слово»

2015
- II Конкурс чтецов «Живое слово»
- Онлайн игра «Мы знаем ваш город!» (г. Рязань, г. Орёл)
- Онлайн встреча с писателем А. Амраевой

2016
- Онлайн встреча с писателем, музыкантом Зарой Есенаман
- Конкурс-конференция научных работ школьников по изучению наследия И. Алтынсарина
- Онлайн игра «Мы знаем ваш город!» (г. Пенза, г. Оренбург)
- Запущен персональный сайт «Ибрай Алтынсарин»

2017
- IV конкурс чтецов «Живое слово»
- Программа «Библиопродлёнка для вашего ребёнка»
- Концерт читателей к Международному дню детской книги

2018
- БиблиоКешParty - библиосумерки к 60-летию библиотеки
- Культурный десант Челябинской областной юношеской библиотеки
- Театр книги «Сундучок историй»

2019
- Проект «Этномост»: онлайн встречи с представителями казахских диаспор в РФ
- Создание краеведческого ресурса «Машина времени в твоём крае»

2020
- Онлайн-проект на YouTube-канале библиотеки «Әжемнің ертегілері»

2021
- I Республиканский конкурс имени Ибрая Алтынсарина на лучшее литературное произведение для детей и подростков
- II-й конкурс-конференция научно-исследовательских работ учащихся школ по изучению наследия Ибрая Алтынсарина

2022
- II Республиканский конкурс имени Ибрая Алтынсарина на лучшее литературное произведение для детей и подростков. Выпуск сборника работ финалистов конкурса «Таза бұлақ»
- Встреча с детским писателем М. Жылқыбаем